# Heterostemma esquirolii
Heterostemma esquirolii är en oleanderväxtart som först beskrevs av H. Lév., och fick sitt nu gällande namn av Ying Tsiang. Heterostemma esquirolii ingår i släktet Heterostemma och familjen oleanderväxter. Inga underarter finns listade i Catalogue of Life.